# کلیسای مریم برف‌ها
کلیسای مریم برف‌ها یا کلیسای ملی ایتالیایی‌های کلیسای مریم برف‌ها یک کلیسا کاتولیک واقع در وین، اتریش می‌باشد. ساخت و ساز این ساختمان ۱۳۵۰ به پایان رسید. این بنا به سبک معماری گوتیک طراحی شده‌است. این کلیسا را در ابتدا یوزف دوم، امپراتور مقدس روم به ایتالیایی‌ها داد.

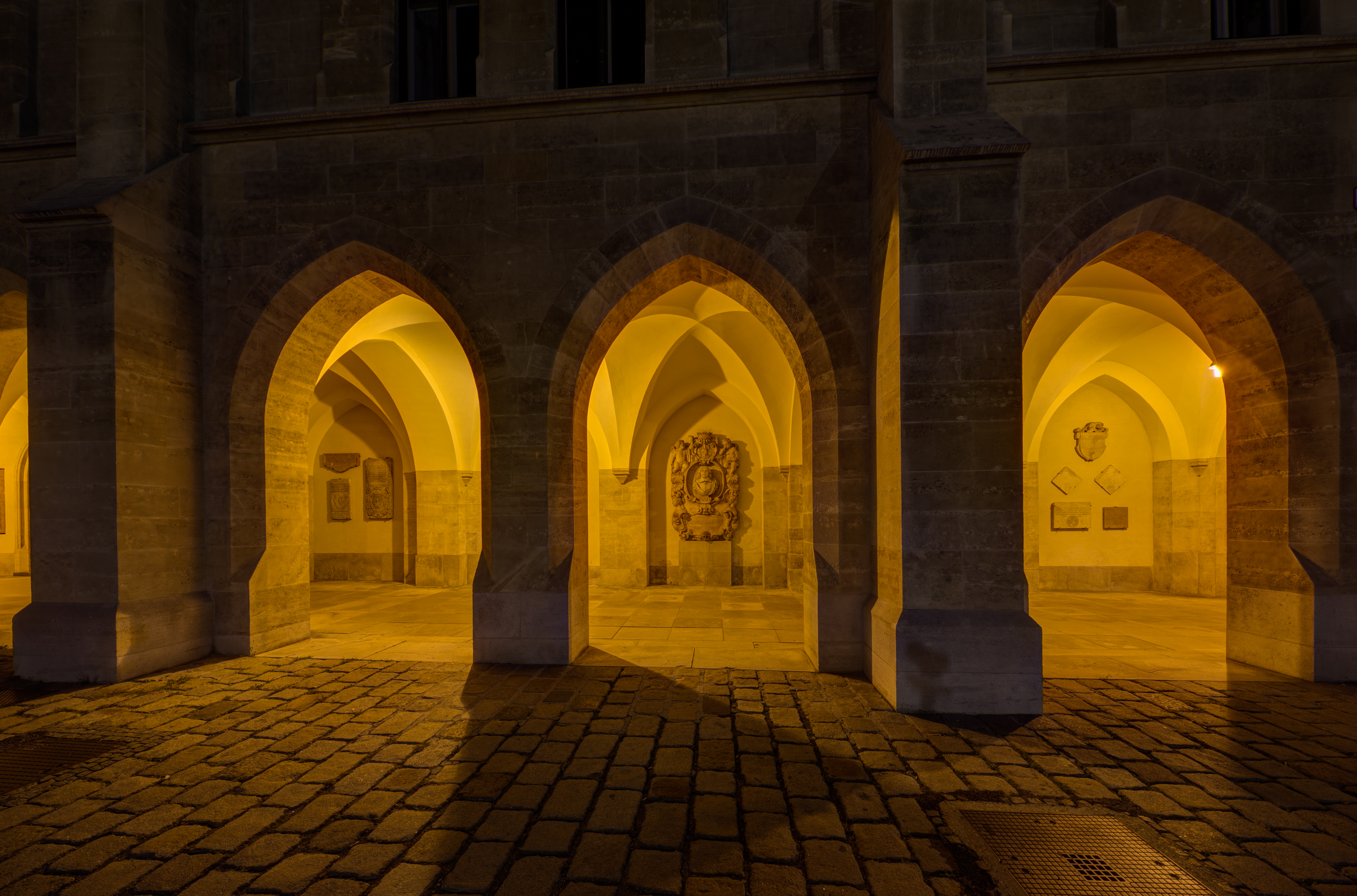
نمای داخلی بخشی از کلیسا

## نگارخانه

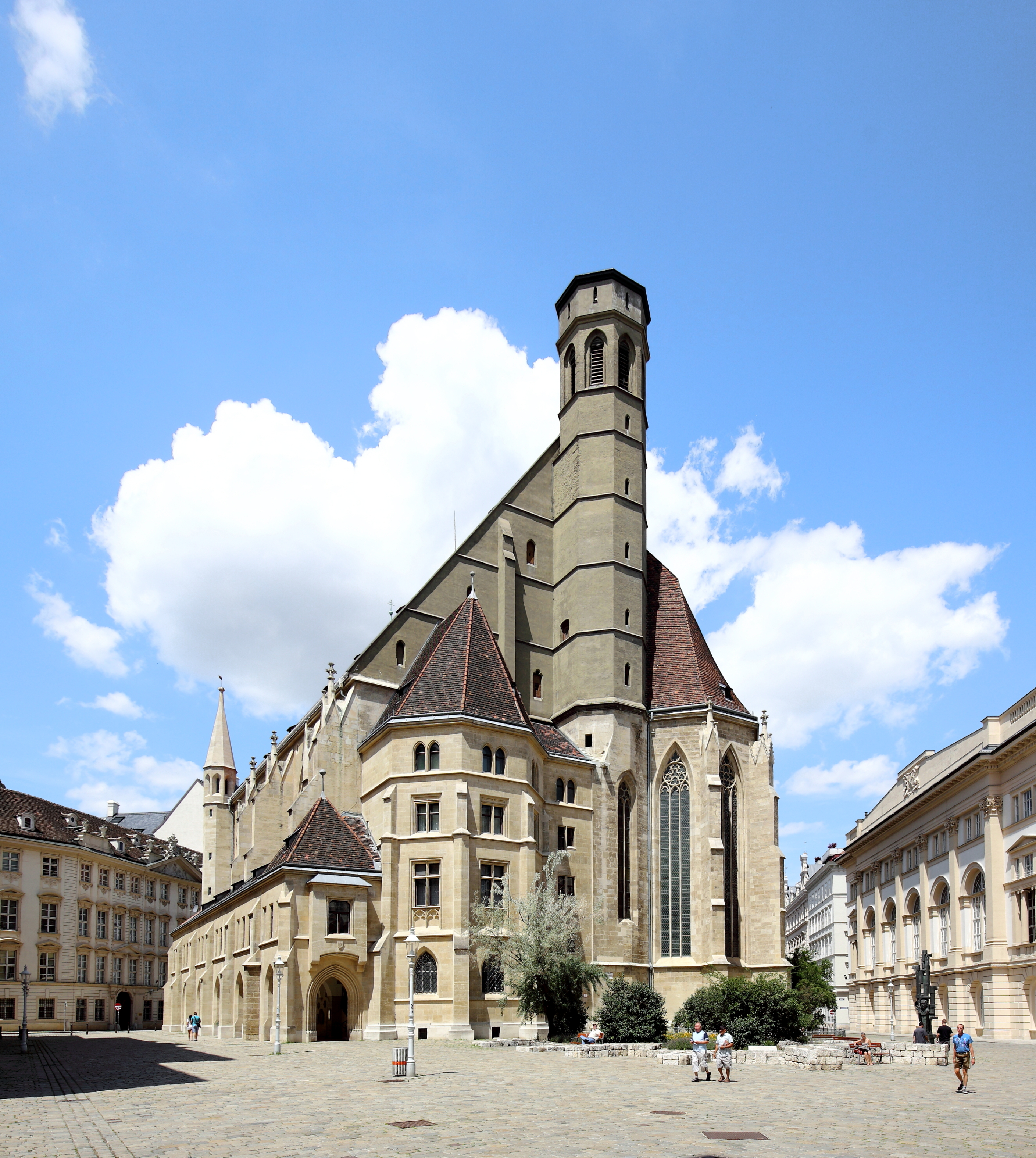
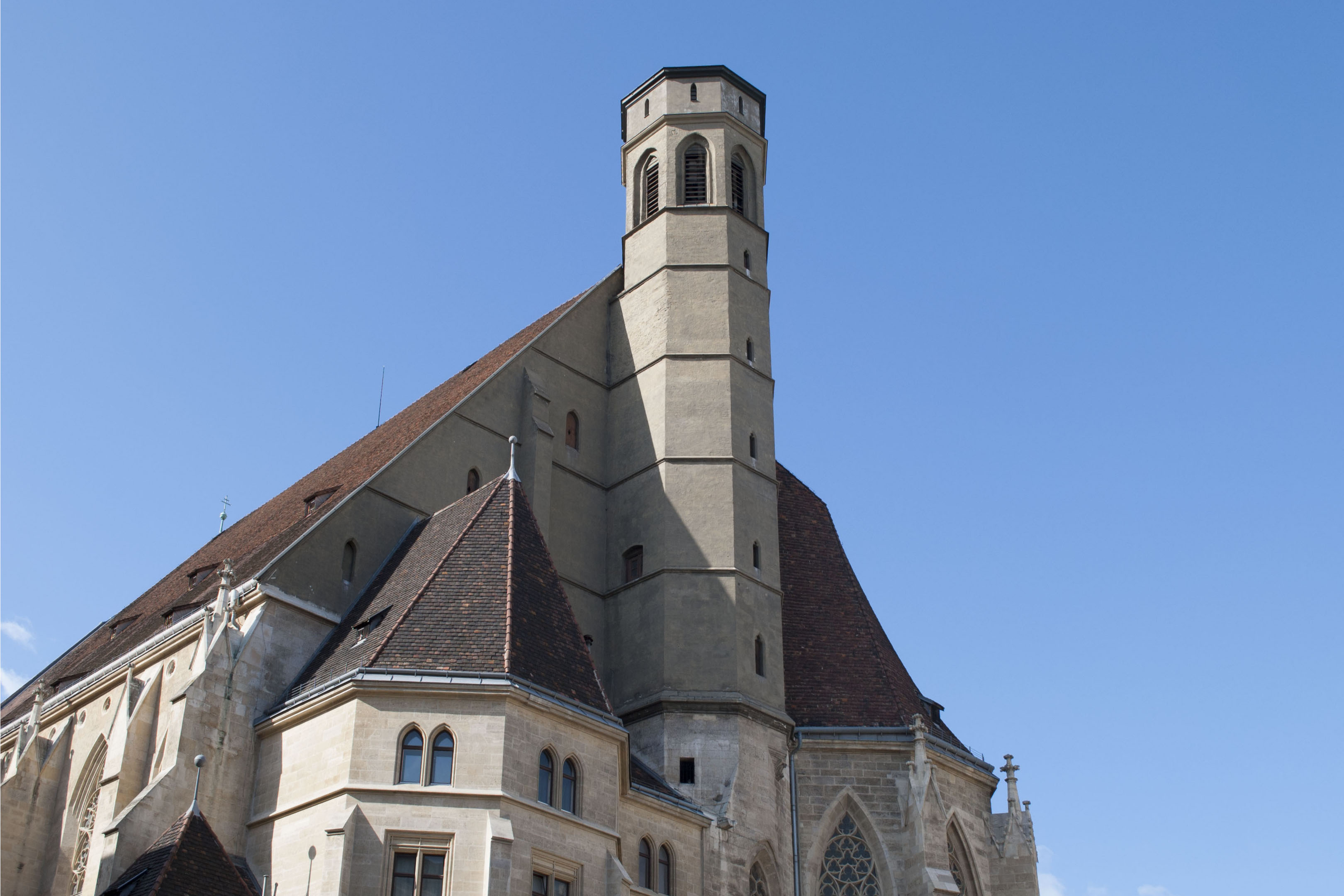
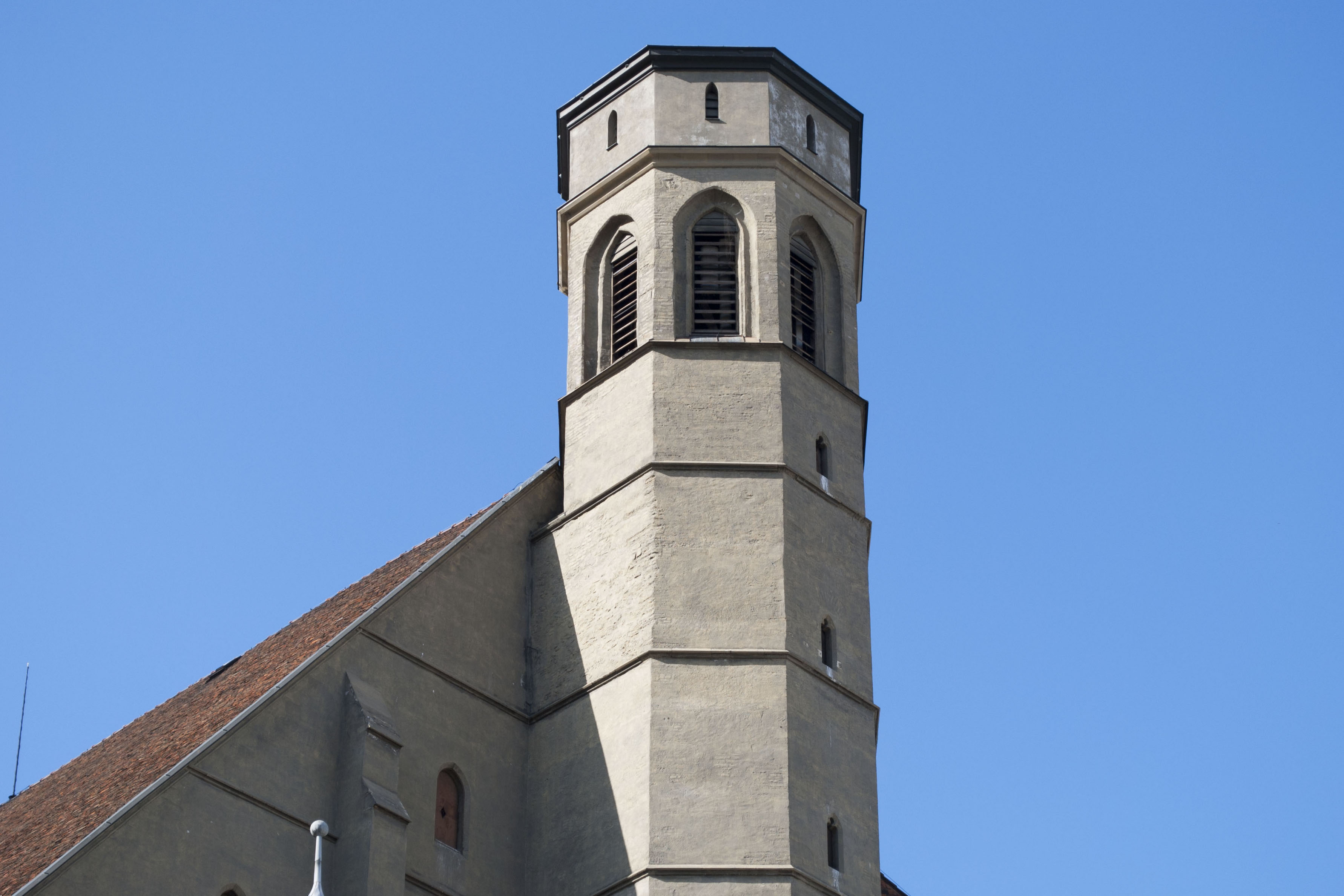
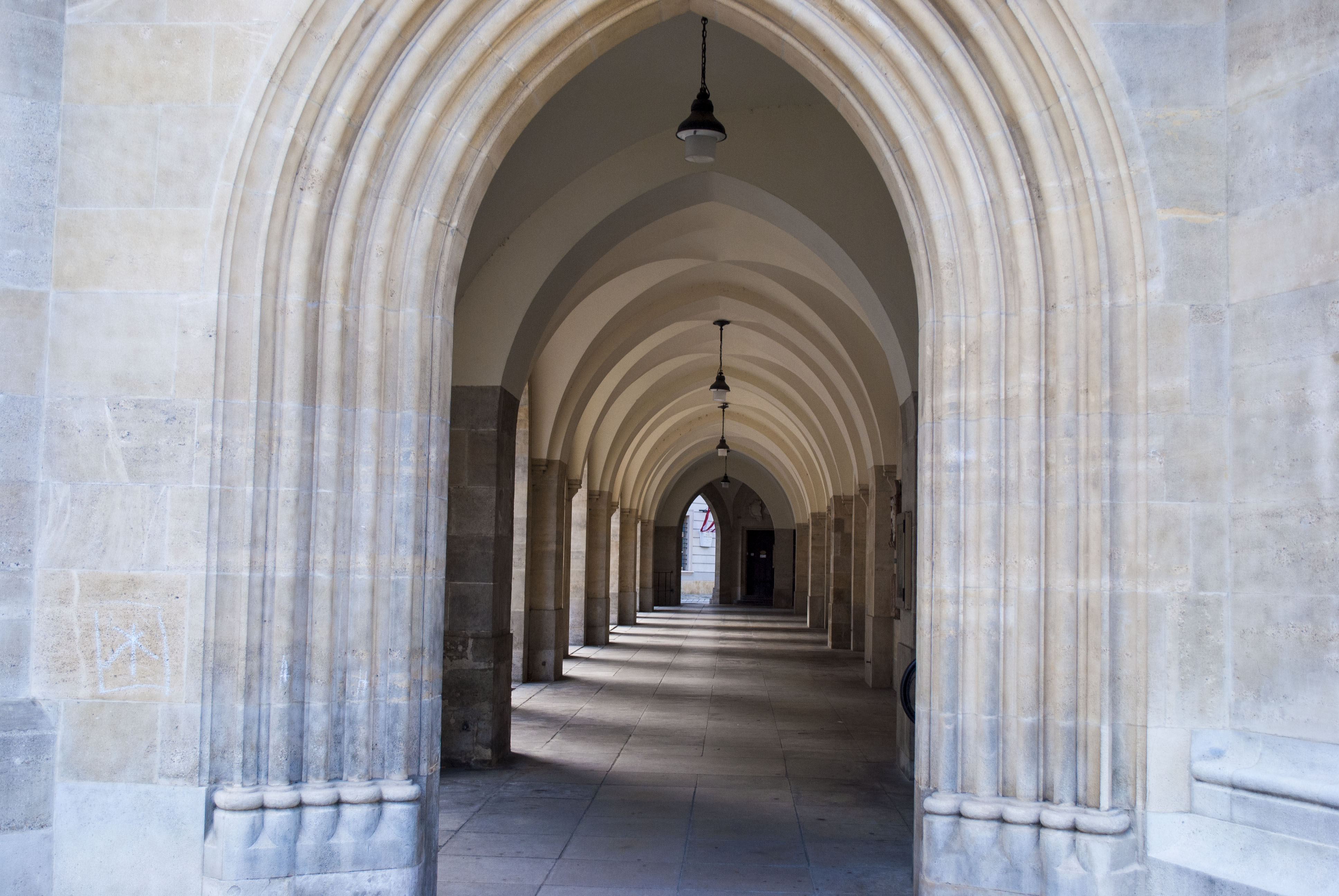
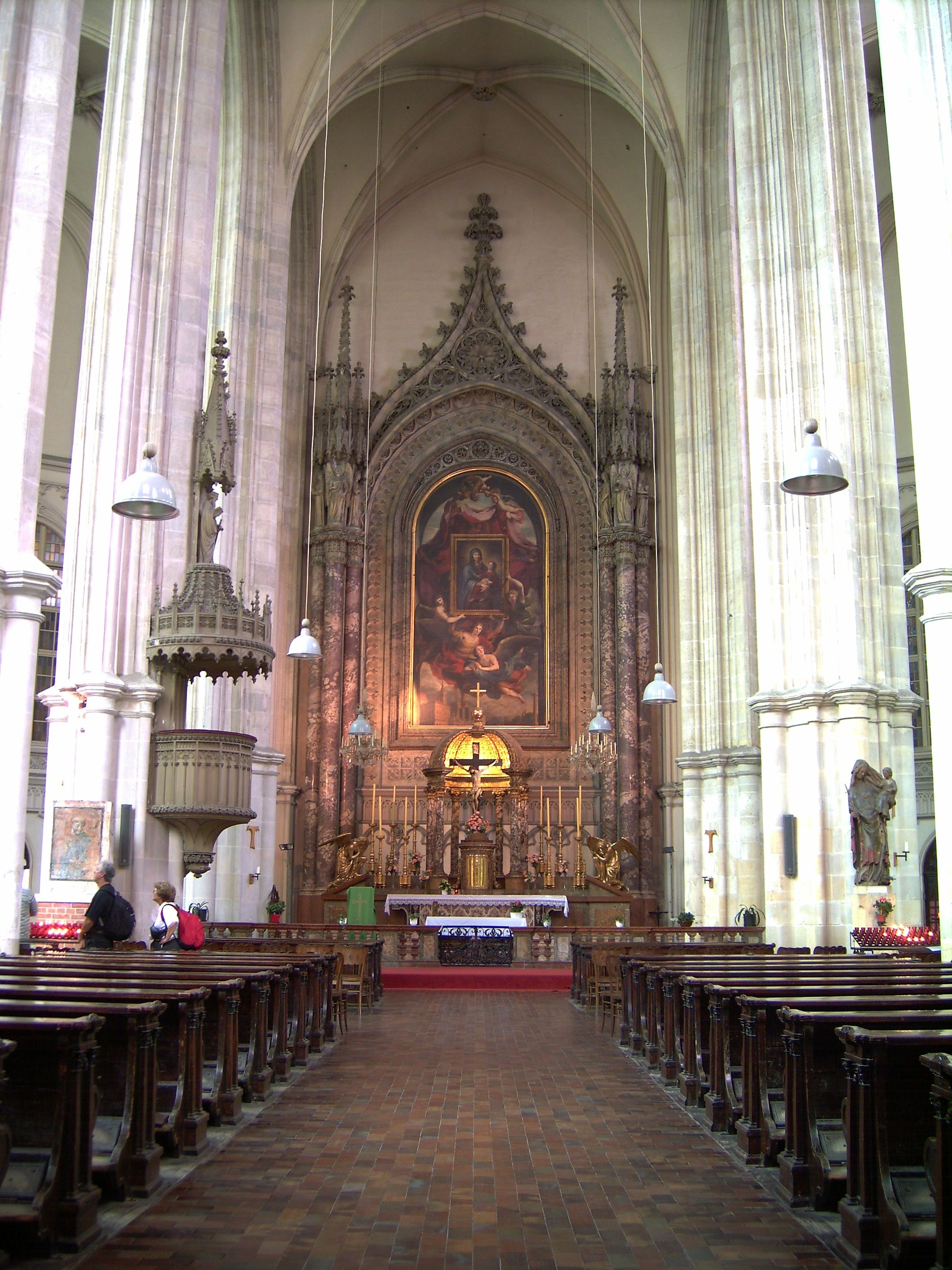
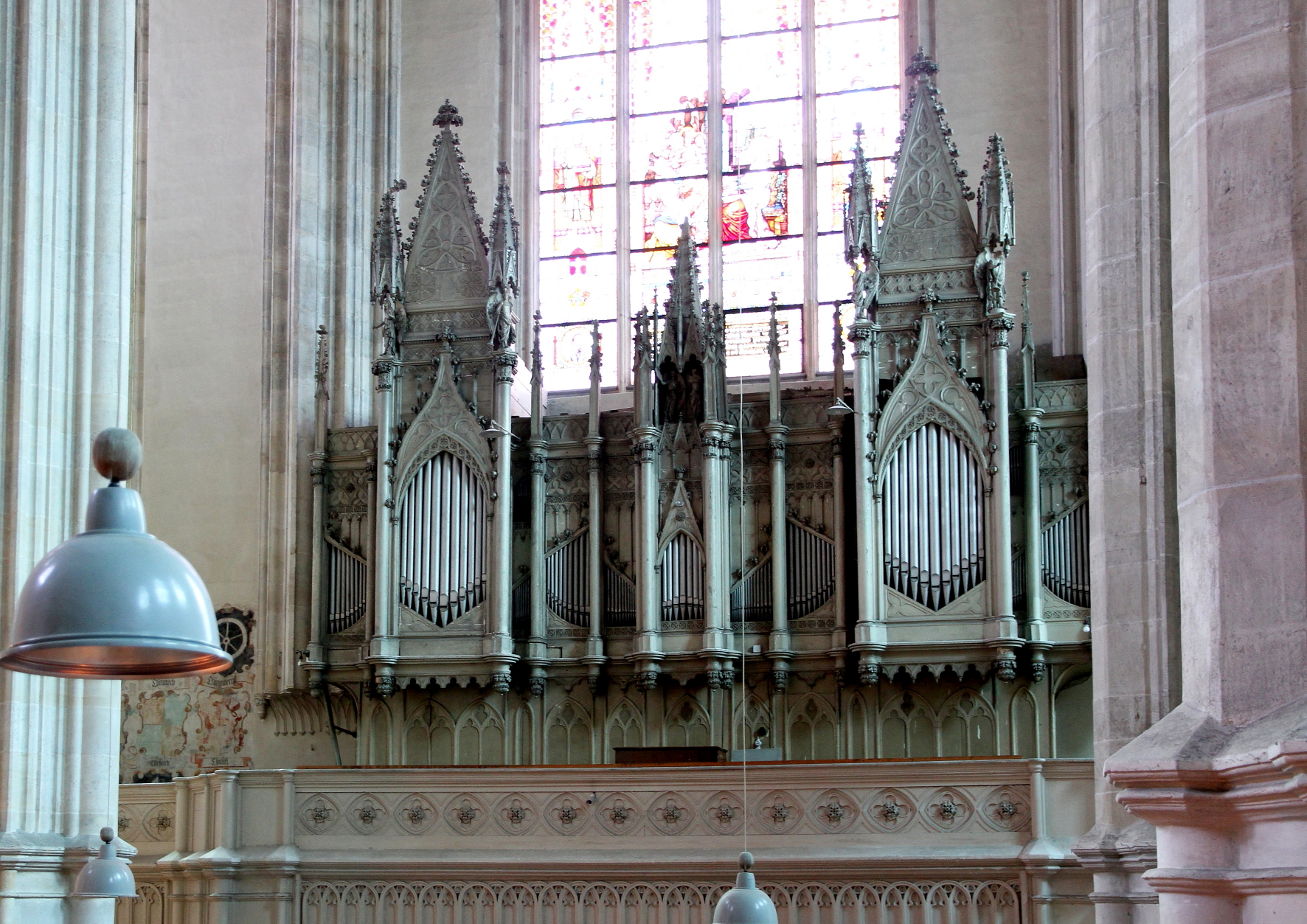
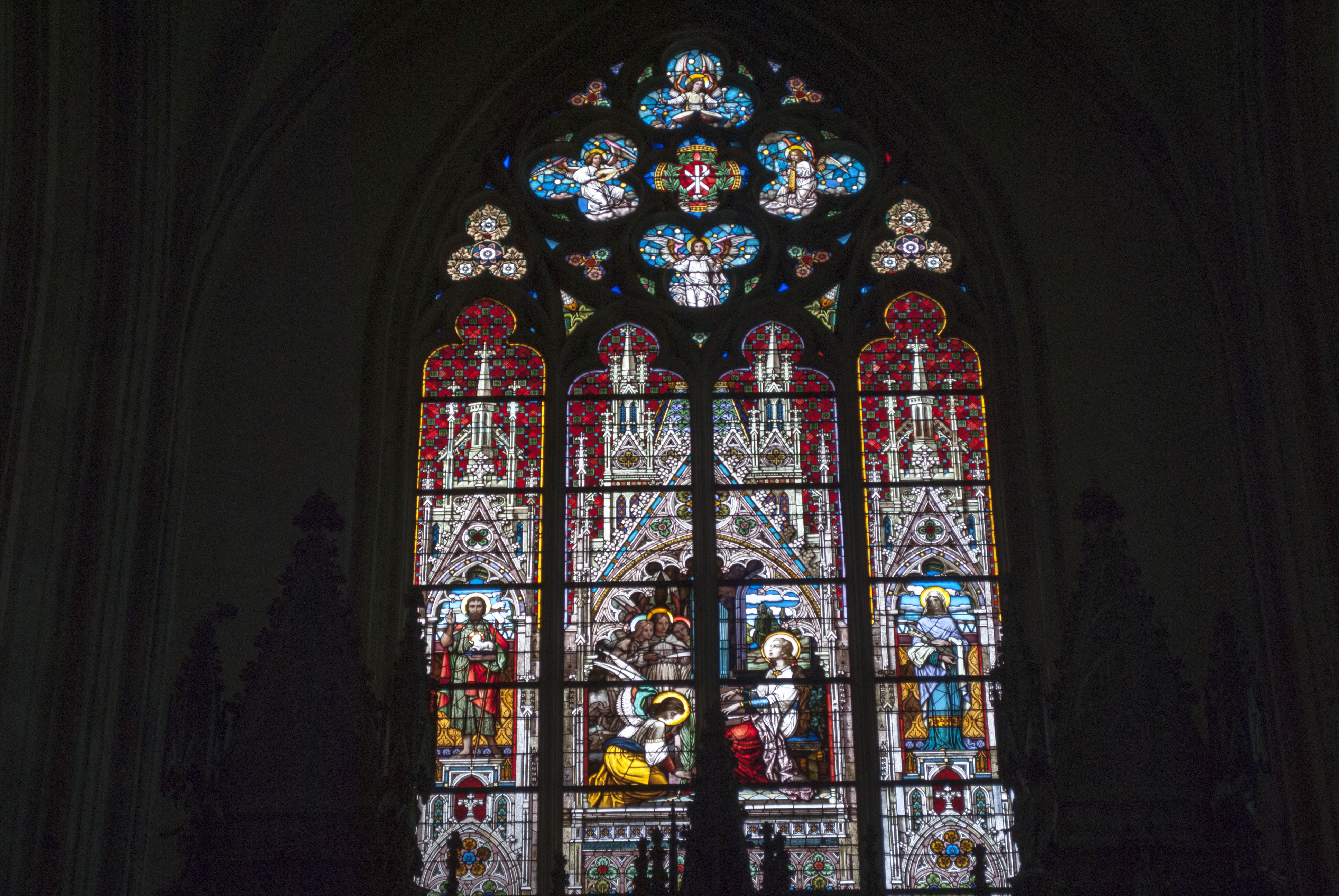